# الخريبة (تعز)
الخريبه هي إحدى قرى الجمهورية اليمنية. وهي تتبع جغرافيًا لمحافظة تعز. وإداريًا لمديرية ماوية. يبلغ تعداد سكانها 963 نسمة حسب الإحصاء الذي جرى عام 2004.